# Белогорье (Курская область)
Белого́рье — посёлок в Касторенском районе Курской области России. Входит в состав Котовского сельсовета.

## История
В 1966 г. указом Президиума Верховного Совета РСФСР посёлок Благодатенского кирпичного комбината переименован в Белогорье.

## Население
| 2002 | 2010 |
| ---- | ---- |
| 240  | ↘114 |